# 11702 Mifischer
11702 Mifischer este un asteroid din centura principală de asteroizi.

## Descriere
11702 Mifischer este un asteroid din centura principală de asteroizi. A fost descoperit pe 31 martie 1998 la Socorro, New Mexico, în cadrul proiectului LINEAR. Asteroidul prezintă o orbită caracterizată de o semiaxă mare de 2,31 ua, o excentricitate de 0,12 și o înclinație de 4,1° în raport cu ecliptica.